# Linh dương hoẵng lam
Linh dương hoẵng lam (danh pháp hai phần: Philantomba monticola) là một loài linh dương thuộc chi linh dương hoẵng, trong họ Bovidae, bộ Artiodactyla. Loài này được Thunberg mô tả năm 1789.

## Hình ảnh

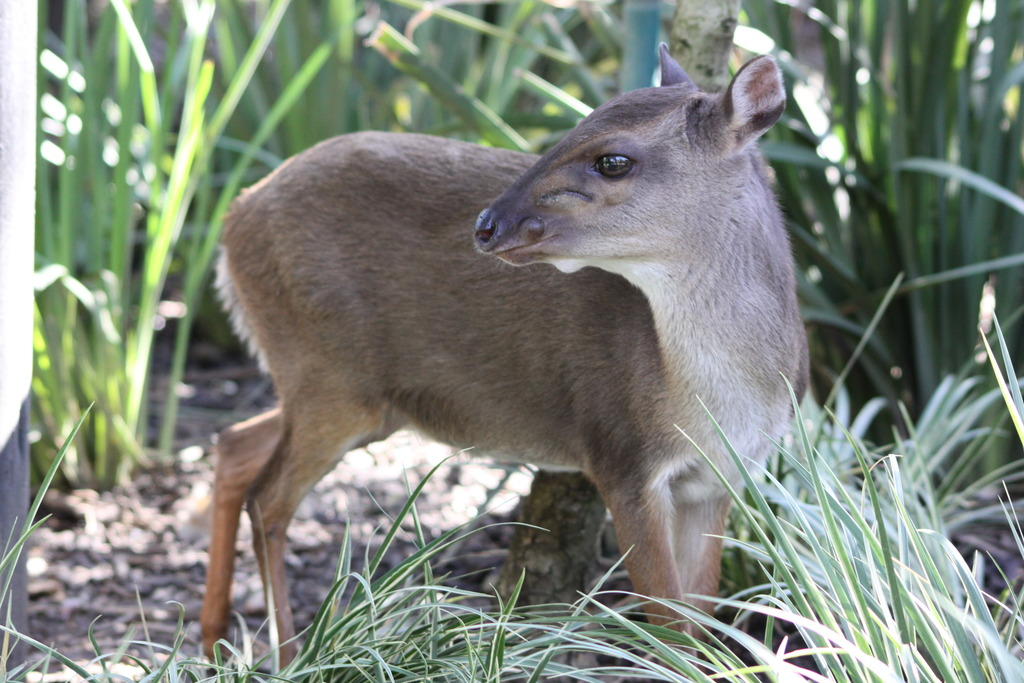
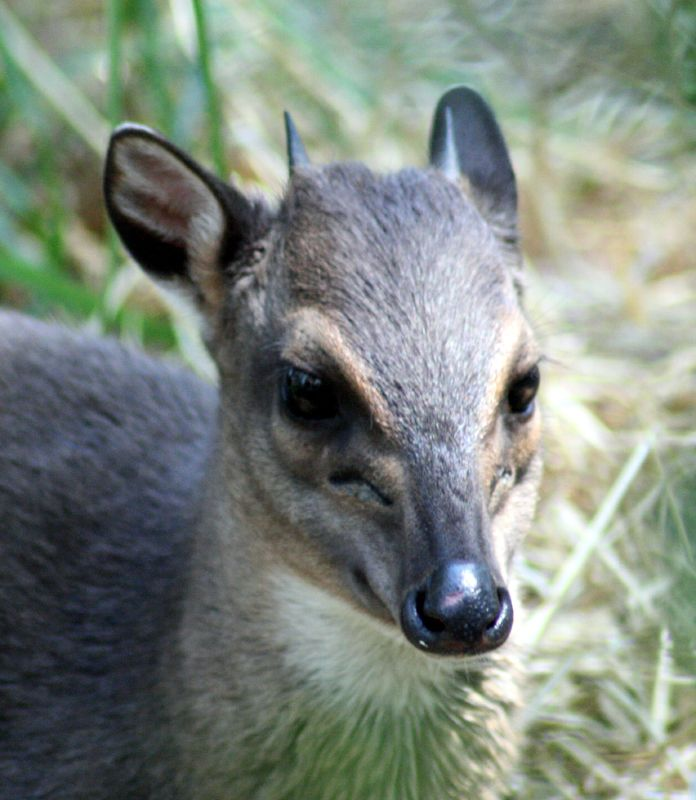
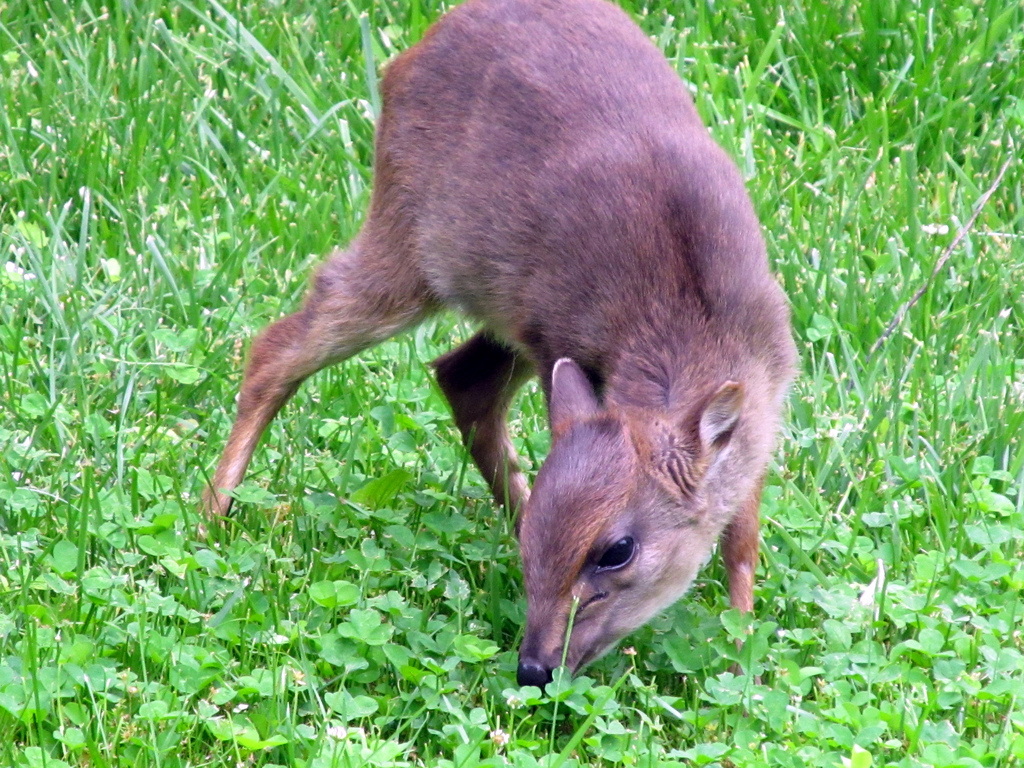
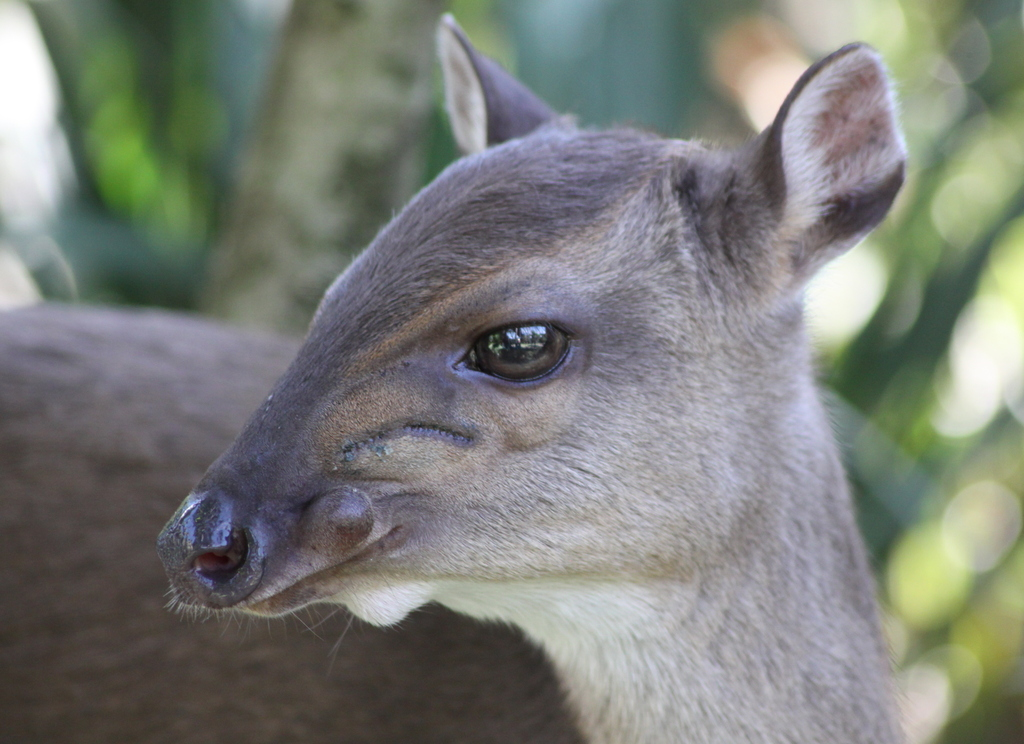